# Petersius conserialis
Petersius conserialis är en fiskart som beskrevs av Hilgendorf, 1894. Petersius conserialis ingår i släktet Petersius och familjen Alestidae. IUCN kategoriserar arten globalt som livskraftig. Inga underarter finns listade i Catalogue of Life.